# 阿維亞溪之役

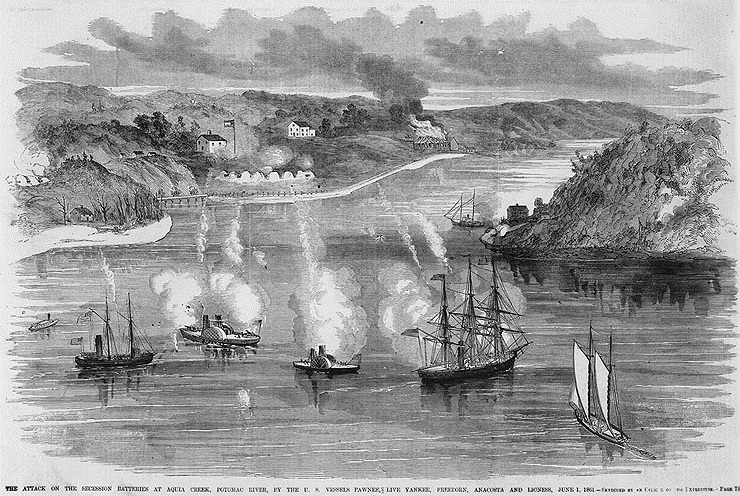
阿維亞溪之役

阿維亞溪之役（英語：Battle of Aquia Creek）作为南北战争的一部分，於1861年5月29日至6月1日，發生在維吉尼亞州斯塔福德縣的阿維亞溪，是北軍開始封鎖南方海岸的第二場小戰役。北軍軍官為詹姆斯·沃德，南軍則有丹尼爾·拉格爾斯。

## 戰事
北軍的三砲艦在阿維亞溪進行封鎖時砲轟南方的駐防要塞，那要塞之所以重要是因為它保護著當地前往里奇蒙的鐵路；而南軍就一直擔心北軍會進行登陸，但最後北軍戰艦撤退。戰役中南北軍有共10人傷亡。

## 戰事結束
這戰役對雙方的影響一樣極少，北軍會繼續封鎖南方海岸。